# Gina Lombroso-Ferrero

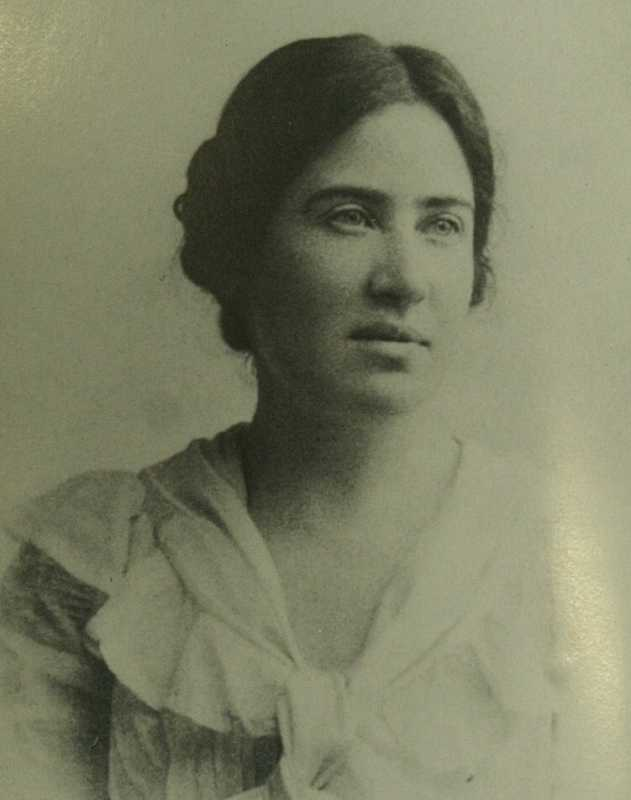

Gina Lombroso-Ferrero, född den 5 oktober 1872, död den 27 mars 1944, var en italiensk författare. Hon var dotter till kriminologen Cesare Lombroso, hustru till Guglielmo Ferrero och mor till Leo Ferrero.
Lombroso-Ferrero började sin författarbana med biografier över sin far, såsom L'uomo alienato seconde Cesare Lombroso (1911) och Cesare Lombroso (1914). Hon kämpade därefter i L'anima della donna (1919, svensk översättning Kvinnans själ 1923), La donna nella vita (1924), Le tragedie del progresso (1930) med flera mot maskinslaveri och kvinnoemancipation.